# Danielle Slaton
Danielle Slaton (10 de junho de 1980) é uma ex-futebolista estadunidense, que atuava como defensora.

## Carreira
Danielle Slaton representou a Seleção Estadunidense de Futebol Feminino nas Olimpíadas de 2000.